# (341520) Mors-Somnus

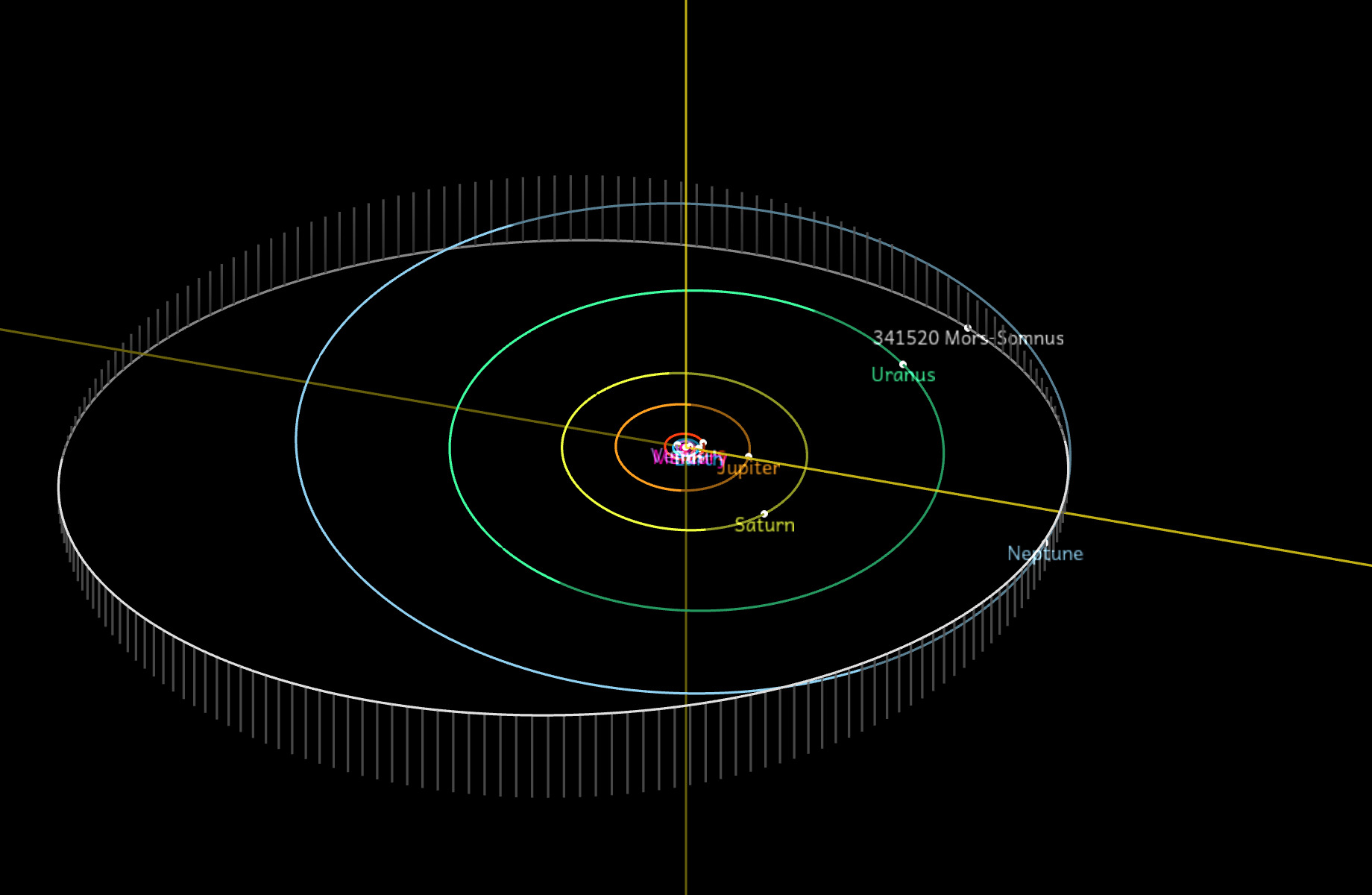
Orbite de (341520) Mors-Somnus.

(341520) Mors-Somnus est un objet transneptunien double formé de Mors, désignation provisoire 2007 TY430, et de Somnus, désignation provisoire S/2008 (341520) 1.

## Histoire
La nature double de cet objet est connue depuis 2008. La nature binaire de l'objet a été découverte par S. S. Sheppard et C. Trujillo.
Étant donné que les deux composantes ont une taille similaire, l'ensemble est souvent considéré comme un objet double. La citation de nommage présente dans la MPC 94392, correspondant au baptême des deux corps par l'Union astronomique internationale le 2 juin 2015, emploie l'expression « binaire [dont les composantes sont] de taille égale » (« equal-sized binary ») pour désigner l'objet et utilise la forme « (341520) Mors-Somnus » pour désigner l'ensemble. Ce nom composé a depuis été repris par plusieurs autres sites,.

## Caractéristiques du système
(341520) Mors mesure environ 102 km de diamètre et possède un satellite Somnus, qui a des dimensions très similaires, 97 km selon Jonston, ce qui en fait un objet double.
Tableau avec les caractéristiques du système, le demi grand axe étant la distance entre les deux corps.
| Demi grand-axe:   | 21 040 ± 70 km     |
| Période Orbitale: | 971,7 ± 0,5 j      |
| Eccentricité:     | 0,149 2 ± 0,000 6° |
| Inclinaison:      | 15,68 ± 0,22°      |

## Étymologie
Chez les romains, Mors est la personnification de la mort et Somnus celle du sommeil.